# Бамум (государство)
Царство (королевство, с начала 20 в. — султанат) Бамум, также известно как Бамун, Мум (1394—1884) — государство доколониального периода в Западной Африке (ныне северо-западная часть Камеруна). Должность царя (султана) Бамум существует и в настоящее время, однако носит чисто церемониальный характер. Султан Ибрагим Нджойя известен как реформатор-изобретатель и лингвист, создатель оригинальной письменности Бамум, которая за время своего существования прошла этапы от идеографии до слогового письма.

## Происхождение
Племя мбум, наряду с несколькими другими племенами, возводит родословную своих правителей к племени тикар с Камерунского нагорья. Королевство Бамум было основано переселенцами из королевской династии Тикар, правившей в средневековом государстве Нсав. Королём-основателем Бамум («фон» или «мфон») был Нчаре, завоеватель, победивший, по легендам, восемнадцать правителей. Король Нчаре основал столицу Фумбан (Foumban), которая тогда называлась Мфомбен. Эта первая группа тикарских переселенцев приняла язык и обычаи своих новых подданных из племени мбум. Позднее все новые племена, попадавшие под их власть, также принимали название мбум.

## Культура
О ранней культуре Бамум известно мало. Первоначально языком царства Бабум был язык племени Тикар, однако довольно скоро в царстве стал преобладать язык завоёванного племени Мбен. Хозяйство было в основном сельским, рабство не имело большого распространения. Царство Бамум торговало с соседними народами, импортировало соль, железо, бусы, хлопковые товары и медные изделия.
В начале 20 в. в столице султаната Бамум, Фумбане, процветало изобразительное искусство. В правление Нджойи постоянно пополнялось шесть колодцев, наполненных красками. Мбум также импортировали у народа хауса окрашенные в цвет индого ткани для королевской одежды.

## История
В XVIII веке царство Бамум столкнулось с угрозой вторжения с севера со стороны Фулани и Чамба. К концу XVIII века население Бамум составляло около 10-12 тыс. человек. Царство не расширялось вплоть до прихода к власти Мбум Мбуэмбуэ в начале 19 в. Царь Мбуэмбуэ был первым правителем, которому удалось расширить Бамум. Он также получил известность за то, что отразил нападения Фулани и укрепил столицу, соорудив вокруг неё ров.

### Германская колонизация
Царство Бамум добровольно вошло в состав Германского Камеруна в 1884 г. в годы правления Мфон Нсангу. В годы его правления Бамум вёл войну против вождества Нсо. К концу конфликта царь был убит, а его голова захвачена Нсо. Лишь позднее, при содействии немцев, его наследник Нджойя сумел получить голову султана (голова покойного вождя играла ритуальную роль).

### Французская колонизация
В 1918 г. колониальные владения Германии в Африке были разделены между Францией и Великобританией. Султанат Бамум попал под власть французов, которые недружественно отнеслись к Нджойя. В 1923 г. он был изгнан, а его письменность запрещена.